# Buzzer beater
Buzzer beater – w koszykówce celny rzut równo z syreną (ang. buzzer) kończącą spotkanie lub kwartę, często przesądzający o losach meczu. Jeżeli zawodnik wypuści piłkę z rąk przed końcem czasu, to nawet jeśli piłka wpadnie do kosza już po zakończeniu meczu lub kwarty, punkty są zaliczone.
Często zdarza się, że buzzer beater to rzut z bardzo dalekiej odległości, nawet zza połowy boiska, co dodaje takim trafieniom smaku.
Trafienie równo z syreną, w momencie gdy zdobyte w ten sposób punkty dają drużynie zwycięstwo, nazywamy game-winnerem.